# Julius Falkenstein
Julius Falkenstein (Berlino, 25 febbraio 1879 – Berlino, 9 dicembre 1933) è stato un attore tedesco.
Conosciuto caratterista, lavorò con alcuni dei più importanti registi del cinema tedesco, quali Ernst Lubitsch, Friedrich Wilhelm Murnau e Fritz Lang.

## Biografia
Julius Falkenstein nacque il 25 febbraio 1879 a Berlino. Molto probabilmente, iniziò a recitare nel 1904 o nel 1905. Negli anni successivi, continuò a lavorare sia a Berlino che a Düsseldorf e a Vienna. Attore comico, fece molti tour anche con responsabilità di manager. Nel 1914, esordì nel cinema. Solitamente, i suoi non erano ruoli di grande importanza, ma Falkenstein divenne comunque molto conosciuto con i suoi personaggi di aristocratici, militari o funzionari esibendosi sullo schermo con la sua testa calva e il monocolo che diventarono per lui una sorta di marchio di fabbrica. Girava circa una ventina di pellicole all'anno ma, nel contempo, recitava anche a teatro. Scrisse pure una commedia, Julie, che incontrò un buon successo.
Nel 1933, dopo che il nazionalsocialisti salirono al governo, la carriera di Falkenstein, che era israelita, terminò bruscamente. Gli venne dato un permesso speciale, ma riuscì a recitare ancora solo in un film. Il 9 dicembre 1933, morì di meningite a 54 anni. La sua tomba si trova nel cimitero ebraico di Berlin-Weißensee.

## Filmografia

### 1914
- Eine Nacht im Mädchenpensionat, regia di Emil Albes (1914)
- La villa misteriosa (Stuart Webbs: Die geheimnisvolle Villa o Die geheimnisvolle Villa), regia di Joe May (1914)
- Rita macht alles, regia di William Karfiol (1916)
- Quando ero morto o Un morto ritorna (Als ich tot war), regia di Ernst Lubitsch (1916)
- Das tanzende Herz, regia di Max Mack (1916)
- Arme Eva Maria, regia di Joe May (1916)

### 1917
- Der zehnte Pavillon der Zitadelle, regia di Danny Kaden (1917)
- Hoheit Radieschen, regia di Danny Kaden (1917)
- Else und ihr Vetter, regia di Louis Neher
- Im stillen Ozean, regia di Danny Kaden (1917)
- Die Prinzessin von Neutralien, regia di Rudolf Biebrach (1917)
- Und stets kam was dazwischen (1917)
- Pension Trudchen, regia di William Karfiol (1917)

### 1918
- Othello, regia di Max Mack (1918)
- Il cavaliere del toboga (Der Rodelkavalier), regia di Ernst Lubitsch (1918)
- Ihr Junge, regia di Franz Eckstein (1918)
- Der geprellte Don Juan, regia di Max Mack (1918)

### 1919
- La principessa delle ostriche (Die Austernprinzessin), regia di Ernst Lubitsch (1919)
- König Nicolo, regia di Paul Legband (1919)
- Was den Männern gefällt, regia di Albert Lastmann (1919)
- Frau Hempels Tochter, regia di Julius Dewald, Edmund Edel (1919)
- Die Herrenschneiderin, regia di Lupu Pick (1919)
- Der Terministenklub, regia di Lupu Pick (1919)

### 1920
- Romeo e Giulietta sulla neve (Romeo und Julia im Schnee), regia di Ernst Lubitsch (1920)
- La danzatrice Barberina (Die Tänzerin Barberina), regia di Carl Boese (1920)
- Die Prinzessin vom Nil, regia di Martin Zickel (1920)
- Brigantenliebe, regia di Martin Hartwig (1920)
- Ehe man Ehemann wird
- Die Stunde nach Mitternacht, regia di Bruno Ziener (1920)
- Der schwarze Gast, regia di Wolfgang Neff (1920)

### 1921
- Der wird geheiratet , regia di Eugen Burg (1921)
- Planetenschieber, regia di Reinhard Bruck (1921)
- Il castello di Vogelod (Schloß Vogelöd), regia di Friedrich Wilhelm Murnau (1921)
- Betrogene Betrüger, regia di Bruno Ziener (1921)
- Der Sträfling von Cayenne, regia di Léo Lasko (1921)
- Der Roman der Christine von Herre, regia di Ludwig Berger (1921)
- Der Gang durch die Hölle, regia di Carl Boese (1921)
- Papa kann's nicht lassen, regia di Erich Schönfelder (1921)
- Die Sängerin, regia di Georg Burghardt (1921)

### 1923
- Der Wetterwart , regia di Carl Froelich (1923)
- Das Milliardensouper, regia di Victor Janson (1923)
- Erdgeist, regia di Leopold Jessner (1923)
- Der rote Reiter
- Der Puppenmacher von Kiang-Ning , regia di Robert Wiene (1923)

### 1924
- Im Namen des Königs , regia di Erich Schönfelder (1924)
- Finanze del granduca (Die Finanzen des Großherzogs), regia di Friedrich Wilhelm Murnau (1924)

### 1925
- Der behexte Neptun, regia di Willi Achsel (1925)
- Luxusweibchen, regia di Erich Schönfelder (1925)
- Sogno d'un valzer (Ein Walzertraum), regia di Ludwig Berger (1925)

### 1926
- Der Stolz der Kompagnie, regia di Georg Jacoby (1926)
- Die Brüder Schellenberg, regia di Karl Grune (1926)
- Junges Blut, regia di Manfred Noa (1926)
- Der dumme August des Zirkus Romanelli, regia di Georg Jacoby (1926)
- Wir sind vom K. u. K. Infanterie-Regiment, regia di Richard Oswald (1926)
- Kubinke, der Barbier, und die drei Dienstmädchen, regia di Carl Boese (1926)
- An der schönen blauen Donau, regia di Frederic Zelnik (1926)
- Annemarie und ihr Ulan, regia di Erich Eriksen (1926)
- Zopf und Schwert - Eine tolle Prinzessin, regia di Victor Janson, Rudolf Dworsky (1926)
- Wien, wie es weint und lacht , regia di Rudolf Walther-Fein, Rudolf Dworsky (1926)
- Gräfin Plättmamsell , regia di Constantin J. David (1926)
- Die Warenhausprinzessin , regia di Heinz Paul (1926)
- In der Heimat, da gibt's ein Wiedersehn!, regia di Leo Mittler, Reinhold Schünzel (1926)
- Das Panzergewölbe, regia di Lupu Pick (1926)
- Vater werden ist nicht schwer... , regia di Erich Schönfelder (1926)

### 1927
- Unter Ausschluß der Öffentlichkeit
- Das war in Heidelberg in blauer Sommernacht, regia di Emmerich Hanus (1927)
- Die leichte Isabell , regia di Eddy Busch, Arthur Wellin (1927)
- Einbruch , regia di Franz Osten (1927)
- Halloh - Caesar!, regia di Reinhold Schünzel (1927)
- Männer vor der Ehe
- Die Lindenwirtin am Rhein, regia di Rolf Randolf (1927)
- Die selige Exzellenz, regia di Adolf E. Licho, Wilhelm Thiele (1927)
- Die Vorbestraften, regia di Rudolf Meinert (1927)
- Der Meister von Nürnberg, regia di Ludwig Berger (1927)
- Das tanzende Wien, regia di Frederic Zelnik (1927)
- Rätsel einer Nacht, regia di Harry Piel (1927)
- Die indiskrete Frau, regia di Carl Boese (1927)
- Im Luxuszug, regia di Erich Schönfelder (1927)
- Eine kleine Freundin braucht jeder Mann, regia di Paul Heidemann (1927)

### 1928
- Gustav Mond, Du gehst so stille, regia di Reinhold Schünzel (1928)
- Moral, regia di Willi Wolff (1928)
- Der Piccolo vom Goldenen Löwen, regia di Carl Boese (1928)
- L'inafferrabile (Spione), regia di Fritz Lang (1928)
- Majestät schneidet Bubiköpfe , regia di Ragnar Hyltén-Cavallius (1928)
- Das Girl von der Revue, regia di Richard Eichberg (1928)
- L'imperatrice perduta  (Geheimnisse des Orients), regia di Alexandre Volkoff (1928)
- Die blaue Maus

### 1929
- Ihr dunkler Punkt , regia di Johannes Guter (1929)
- Der Herr vom Finanzamt, regia di Siegfried Philippi (1929)
- Somnambul, regia di Adolf Trotz (1929)
- La figlia del reggimento (Die Regimentstochter), regia di Hans Behrendt (1929)
- Was eine Frau im Frühling träumt, regia di Kurt Blachy (come Curt Blachnitzky)
- Lux, der König der Verbrecher, regia di Edmund Heuberger (1929)
- Die Mitternachts-Taxe, regia di Harry Piel (1929)
- Sündig und süß, regia di Carl Lamac (1929)
- Der Sittenrichter, regia di Carl Heinz Wolff (1929)
- Adieu Mascotte , regia di Wilhelm Thiele (1929)
- Hütet euch vor leichten Frauen , regia di Siegfried Philippi (1929)
- Besondere Kennzeichen, regia di Edmund Heuberger (1929)
- Jugendtragödie, regia di Adolf Trotz (1929)
- La notte è nostra (Die Nacht gehört uns), regia di Carl Froelich, Henry Roussel (1929)

### 1930
- Die Frau ohne Nerven, regia di Willi Wolff (1930)
- Fräulein Lausbub, regia di Erich Schönfelder (1930)
- Der Mann im Dunkel, regia di Edmund Heuberger (1930)
- L'immortale vagabondo (Der unsterbliche Lump), regia di Gustav Ucicky, Joe May (1930)
- Liebe im Ring, regia di Reinhold Schünzel (1930)
- Ehestreik, regia di Carl Boese (1930)
- Eco della montagna (Das lockende Ziel), regia di Max Reichmann (1930)
- Der Detektiv des Kaisers , regia di Carl Boese (1930)
- Es kommt alle Tage vor..., regia di Hans Natge, Adolf Trotz (1930)
- Nur am Rhein ..., regia di Max Mack (1930)
- Der Andere, regia di Robert Wiene (1930)
- Die vom Rummelplatz
- Ein Walzer im Schlafcoupé , regia di Fred Sauer (1930)
- Die Csikosbaroneß
- Terra Melophon Magazin Nr. 1
- Mezzanotte (Va Banque), regia di Erich Waschneck (1930)
- Bockbierfest
- La barcarolle d'amour
- L'incendio dell'opera
- Zwei Krawatten, regia di Felix Basch (1930)
- Die lustigen Musikanten
- Tingel-Tangel

### 1931
- Der Weg nach Rio, regia di Manfred Noa (1931)
- Die Firma heiratet, regia di Carl Wilhelm (1931)
- Königin einer Nacht, regia di Fritz Wendhausen (1931)
- Die Faschingsfee, regia di Hans Steinhoff (1931)
- Anima di clown (Grock), regia di Carl Boese (1931)
- Der wahre Jakob, regia di Hans Steinhoff (1931)
- ...und das ist die Hauptsache!?, regia di Joe May (1931)
- Der Tanzhusar, regia di Fred Sauer (1931)
- Istruttoria (Voruntersuchung), regia di Robert Siodmak (1931)
- Mai più l'amore (Nie wieder Liebe!), regia di Anatole Litvak (1931)
- Gesangverein Sorgenfrei , regia di Robert Wohlmuth (1931)
- Um eine Nasenlänge, regia di Johannes Guter (1931)
- Die Abenteurerin von Tunis, regia di Willi Wolff (1931)
- Il congresso si diverte (Der Kongreß tanzt), regia di Erik Charell (1931)
- So lang' noch ein Walzer vom Strauß erklingt , regia di Conrad Wiene (1931)
- Sein Scheidungsgrund, regia di Alfred Zeisler (1931)
- Berlin Alexanderplatz, regia di Phil Jutzi (1931)
- Vittoria e il suo ussaro
- Wochenend im Paradies, regia di Robert Land (1931)
- Schützenfest in Schilda, regia di Adolf Trotz (1931)
- Ein ausgekochter Junge, regia di Erich Schönfelder (1931)

### 1932
- Lügen auf Rügen , regia di Victor Janson (1932)
- Chauffeur Antoinette, regia di Herbert Selpin (1932)
- So ein Mädel vergißt man nicht , regia di Fritz Kortner (1932)
- Zwei himmelblaue Augen, regia di Johannes Meyer (1932)
- Nachtkolonne
- Tempeste di passione
- Holzapfel weiß alles
- Der Sieger, regia di Hans Hinrich e Paul Martin (1932)
- Das Mädel vom Montparnasse
- Kriminalreporter Holm
- Hasenklein kann nichts dafür
- Questa notte o mai più (Das Lied einer Nacht), regia di Anatole Litvak (1932)
- L'uomo senza nome (Mensch ohne Namen), regia di Gustav Ucicky (1932)
- Das Millionentestament
- L'avventura felice (Das schöne Abenteuer), regia di Reinhold Schünzel (1932)
- Goldblondes Mädchen, ich schenk Dir mein Herz
- Strafsache von Geldern
- Drei von der Kavallerie
- Liebe, Scherz und Ernst
- Zigeuner der Nacht
- Spiriti burloni (Das Testament des Cornelius Gulden), regia di E.W. Emo (1932)
- Io di giorno, tu di notte (Ich bei Tag und Du bei Nacht), regia di Ludwig Berger (1932)
- Großstadtnacht, regia di Fёdor Aleksandrovič Ocep (1932)
- Unmögliche Liebe, regia di Erich Waschneck (1932)
- Glück über Nacht, regia di Max Neufeld (1932)

### 1933
- Welle 4711, regia di Georg Zoch - cortometraggio (1933)
- Eine Frau wie Du, regia di Carl Boese (1933)
- Das häßliche Mädchen, regia di Henry Koster (1933)
- Marion, das gehört sich nicht, regia di E.W. Emo (1933)
- Keinen Tag ohne Dich, regia di Hans Behrendt (1933)
- Ich und die Kaiserin , regia di Friedrich Hollaender (1933)
- Lachende Erben, regia di Max Ophüls (1933)
- Manolescu, der Fürst der Diebe
- Das häßliche Mädchen
- Spione am Werk
- Aspetto una signora
- Es war einmal ein Musikus
- Hände aus dem Dunkel
- Die Nacht im Forsthaus
- Moi et l'impératrice
- K 1 greift ein
- Kind, ich freu' mich auf Dein Kommen , regia di Kurt Gerron, Erich von Neusser (1933)
- Die kalte Mamsell , regia di Carl Boese (1933)

### 1934
- Das Blumenmädchen vom Grand-Hotel , regia di Carl Boese (1934)
- The Only Girl, regia di Friedrich Hollaender (1934)